# Ubaíra
Ubaíra este un oraș în statul Bahia (BA) din Brazilia.